# CVE VT 1 und VT 2
Die CVE VT 1–2 waren schmalspurige Verbrennungsmotor-Triebwagen der Luxemburgischen Schmalspurbahnen (Chemins de Fer à Voie Etroite (CVE)). Sie waren mit mechanischer Kraftübertragung ausgerüstet und bis 1956 in Betrieb. Umgangssprachlich waren die Fahrzeuge bei den CVE als Triebwagen Reihe A klassifiziert.

## Geschichte und technische Daten
Die Fahrzeuge entstanden, nachdem die CVE die Verwaltung über die Luxemburgischen Schmalspurbahnen übernommen hatte. Neben der Wiederinbetriebnahme der vorhandenen CVE VT 3 bis VT 4 wurde der größtmöglichen Ersatz der Dampfzüge durch Triebwagen angestrebt. Der Auftrag für zwei Fahrzeuge ging an die AEG. Sie übernahm durch ihre Tochtergesellschaft Nationale Automobil-Gesellschaft die Fertigung der kompletten Antriebsanlage der Fahrzeuge, die Fertigung des Wagenkastens wurde an Waggonbaufirmen nach den Vorlagen der NAG an die Firma La Brugeoise et Nivelles vergeben. Die beiden Triebwagen unterschieden sich in ihrer Fensterteilung im Fahrgastbereich. Während der Triebwagen Nr. I vier große Seitenfenster besaß, hatte der Nr. II viermal drei kleine Fenster, von denen das mittlere herabgelassen werden konnte. Ansonsten waren die Wagen identisch ausgeführt.
Planmäßig eingesetzt wurden die Triebwagen mit den VT 3 und VT 4 auf der 14 km langen Schmalspurbahn Diekirch–Vianden, dabei wurde von den fünf Zugpaaren lediglich eines  mit Dampftraktion befördert. Auf der Schmalspurbahn Diekirch–Vianden hatten die Fahrzeuge keine hohen Laufleistungen, in der Literatur wird von jährlich 8.000 km angegeben.
1936 erhielten beide Triebwagen neue Dieselmotoren von Deutz mit einer Leistung von 135 PS. Nach der Neumotorisierung wurden sie auf der Schmalspurbahn Aspelt–Bettemburg eingesetzt. Auf dieser Bahn herrschte relativ geringes Verkehrsaufkommen und es gab nur wenige Steigungen.

## DR 136 750–751
Beide Fahrzeuge gelangten 1942 in den Bestand der Deutschen Reichsbahn und erhielten die Bezeichnung 136 750–751. Beide Triebwagen überstanden den Zweiten Weltkrieg mit relativ geringen Kriegsschäden.

## CFL Z1 und Z2
Danach gingen sie in den Bestand der CFL, wo sie als Z1 und Z2 bezeichnet wurden. Sie taten bis Mitte der 1950er Jahre Dienst auf der Strecke Aspelt–Bettemburg und der Bahnstrecke Luxemburg–Remich. Der Z 1 wurde 1953 und der Z 2 1955 ausgemustert.

## Fahrzeugaufbau
Der stählerne Hauptrahmen des Triebwagens war genietet und trug an beiden Enden je einen Stoßpuffer und eine Schraubenkupplung. Der Wagenkasten bestand aus beblechtem Eichenholz und hatte 32 Sitzplätze sowie ein Gepäckabteil, das sich im Einstiegsraum ohne Motor befand. Im anderen Einstiegsraum war der Verbrennungsmotor untergebracht, der längs in Fahrrichtung lag.
Zwischen den beiden Einstiegsräumen befand sich der Fahrgastraum, der als Abteil 2. Klasse mit acht Sitzplätzen und als Abteil 3. Klasse mit 24 Sitzplätzen ausgeführt war. Die Sitzplätze waren in der Anordnung 2 + 2 mit Mittelgang aufgestellt, zwischen den Klassen bestand eine Trennwand. Eine Toilette besaßen die Wagen nicht. Mit einem Drehzapfenabstand von 6.450 mm waren die Drehgestelle mit identischem Achsstand angeordnet. Über ihnen waren die Einstiege in den Fahrgastraum mit großen Trittbrettern. Die Einstiegstüren waren als nach innen aufschlagende Drehtüren ausgeführt, jede Tür besaß zwei Handgriffe. Die Bestuhlung waren Holzlattensitze aus Eschenholz, der Fußboden bestand aus Kiefernholz, das zur Vermeidung von Vibrationen mit Korkplatten ausgelegt war. In ihm waren Klappen zur Wartung der Antriebsanlage vorhanden.
Der längs über dem Drehgestell gelagerte Sechszylinder-Viertakt-Ottomotor trieb über eine Gummischeibenkupplung das mechanische NAG-Triebwagengetriebe an. Von seinem Ausgang wurde über Gelenkwellen die jeweils innere Antriebsachse der Drehgestelle angetrieben. Zur Erzielung einer größtmöglichen Reibungskraft waren beide Räder des Drehgestelles über Kuppelstangen verbunden, so dass sich die Achsfolge B’B’ ergab. Die Steuerung des Triebwagens geschah von beiden Führerständen aus. Die Steuerung des Motors, des Schaltgetriebes und des Wendegetriebes erfolgt pneumatisch.
Die Wagen waren mit der einlösigen Druckluftbremse Bauart Westinghouse und einer Handbremse ausgerüstet. Beheizt wurde der Wagenkasten durch das Kühlwasser des Antriebsmotors.